# Pseudalbiorix reddelli
Pseudalbiorix reddelli är en spindeldjursart som först beskrevs av William B. Muchmore 1982.  Pseudalbiorix reddelli ingår i släktet Pseudalbiorix och familjen Ideoroncidae. Inga underarter finns listade i Catalogue of Life.